# Архиепархия Пало

Провинция Лейте (выделено красным)

Архиепархия Пало (лат. Archidioecesis Palensis) — архиепархия Римско-Католической церкви с центром в городе Пало, Филиппины. Архиепархия Лингайен-Дагупана распространяет свою юрисдикцию на провинцию Лейте за исключением северной части провинции, которая входит в епархию Наваля и шести городов в юго-восточной части провинции, принадлежащих епархии Маасина. В митрополию Пало входят епархии Боронгана, Калбайога, Катармана, Наваля. Кафедральным собором архиепархии Пало является церковь Преображения Господня.

## История
28 ноября 1937 года Римский папа Пий XI издал буллу Si qua in orbe, которой учредил епархию Пало, выделив её из епархии Калбайога. В этот же день епархия Пало вошла в митрополию Себу.
23 марта 1968 года епархия Пало передала часть своей территории для возведения новой епархии Массина.
15 ноября 1982 года Римский папа Иоанн Павел II издал буллу Ad fidelium, которой взвёл епархия Пало в ранг архиепархии.
29 ноября 1988 года архиепархия Пало передала часть своей территории для возведения новой епархии Наваля.

## Ординарии архиепархии
- епископ Manuel Mascariñas y Morgia (16.12.1937 — 12.11.1951) — назначен епископом Тагбиларана;
- епископ Lino R. Gonzaga y Rasdesales (12.11.1951 — 12.08.1966) — назначен архиепископом Замбоанги;
- епископ Teotimo C. Pacis (18.11.1966 — 23.05.1969) — назначен епископом Легаспи;
- епископ Manuel S. Salvador (21.10.1969 — 25.09.1972);
- архиепископ Cipriano Urgel Villahermosa (12.04.1973 — 22.04.1985);
- архиепископ Pedro Rosales Dean (12.10.1985 — 18.03.2006);
- архиепископ Хосе Серофия Пальма (18.03.2006 — 15.10.2010) — назначен архиепископом Себу;
- архиепископ John Forrosuelo Du (25.02.2012 — по настоящее время).

## Источник
- Annuario Pontificio, Libreria Editrice Vaticana, Città del Vaticano, 2003, ISBN 88-209-7422-3
- Булла Si qua in orbe Архивная копия от 3 марта 2013 на Wayback Machine, Acta Apostolicae Sedis 30 (1938), стр. 245  (лат.)
- Булла Ad fidelium Архивная копия от 27 марта 2010 на Wayback Machine, Acta Apostolicae Sedis 75 (1983) I, стр. 359  (лат.)